# Храм Святого Апостола і Євангелиста Іоана Богослова
Трапезна церква Свято́го Апо́стола і Євангелі́ста Іоа́на Богос́лова (академічний храм КПБА)— трапезна церква Михайлівського Золотоверхого монастиря. Збудований на честь Івана Богослова.

## Історія
Збудована за часів ігумена Іоаникія Сенютовича в 1713-1715 роках. Споруджена з цегли Симеонівської церкви, яка була на Кудрявці і згоріла в 1676 році. У 1827 році Трапезну церкву Іоана Богослова було капітально відремонтовано, а 1837 року інтер'єр церкви був оформлений розписами. У 1894 році баню було позолочено.
Трапезна церква сильно постраждала в 1904 році під час великої пожежі.
У 1922 році була перетворена на студентську їдальню, тому збереглась і не була знищена більшовиками як інші будівлі ансамблю Михайлівського Золотоверхого монастиря.
Трапезна церква св. ап. і євангелиста Іоана Богослова стає першою відреставрованою будівлею — пам'яткою Михайлівського Золотоверхого монастиря. Він також був одним з перших храмів Києва, після передачі його Церкві в часи перебудови в 1990 рр., де богослужіння велось українською мовою.
З 1991 р — кафедральний собор Української Автокефальної Православної Церкви, а з червня 1992 р. належить Українській Православній Церкві Київського Патріархату.
З відкриттям у 1992 р. в стінах зруйнованого Михайлівського монастиря Київської Духовної Академії і Семінарії трапезна церква св. ап. і євангелиста Іоана Богослова стає академічним храмом Київської православної богословської академії і семінарії. Тут відбуваються усі святкові богослужіння пов'язані із життям семінарії, проходять священичу та дияконську практику молоді священнослужителі, лунають піснеспіви академічного хору. Храм має старовинні забілені розписи. Розташований на території Михайлівського Золотоверхого монастиря.
Під час революції гідності в храмі був імпровізований шпиталь в якому лікували поранених.

## Архітектура
Як і аналогічні трапезні церкви Видубицького в Києві, Троїцького в Чернігові та Густинського монастирів — одноповерховий, форми видовженого прямокутника з вузькою в плані церквою на сході. Церква св. ап. Іоана Богослова — одноярусна, дводільна з восьмигранним підбанником увінчаним низькою шоломуватою банею, яка після реставрації накрита ґонтом. Фасади прикрашені пілястрами та віконними отворами, деякі закладені та стали нішами. Церква збудована у регіональних формах українського бароко.

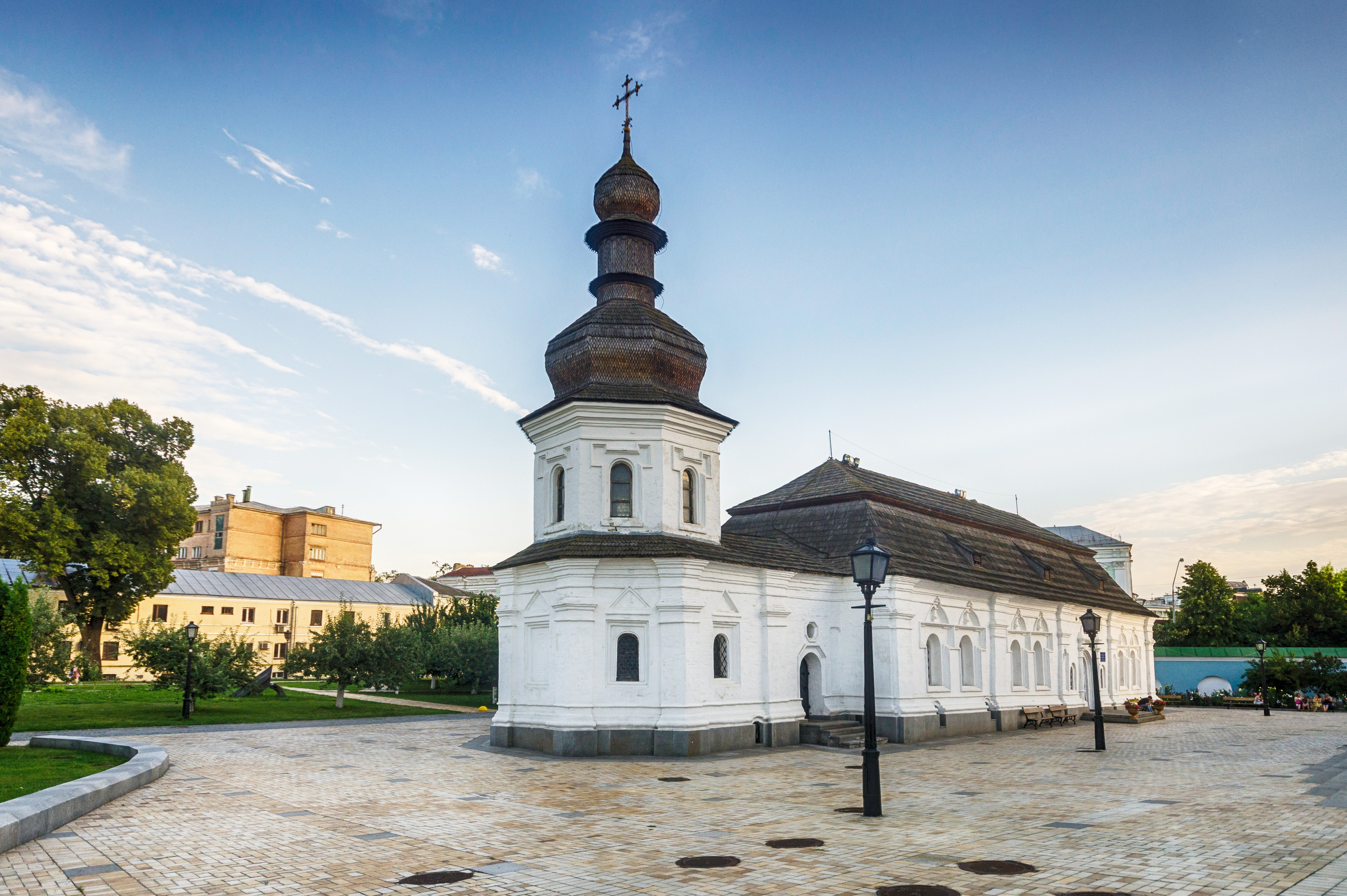
Трапезна з церквою Іоана Богослова
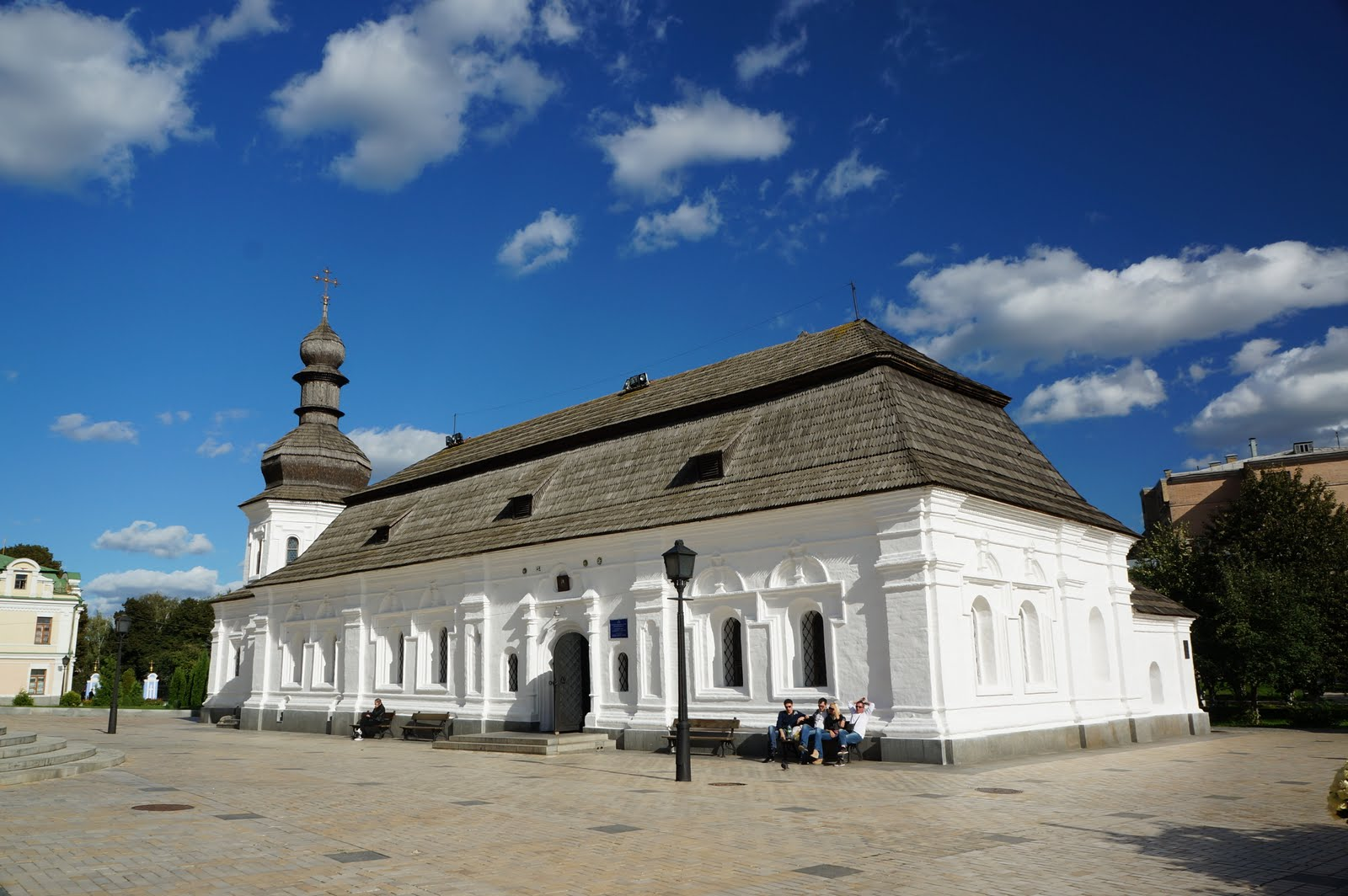
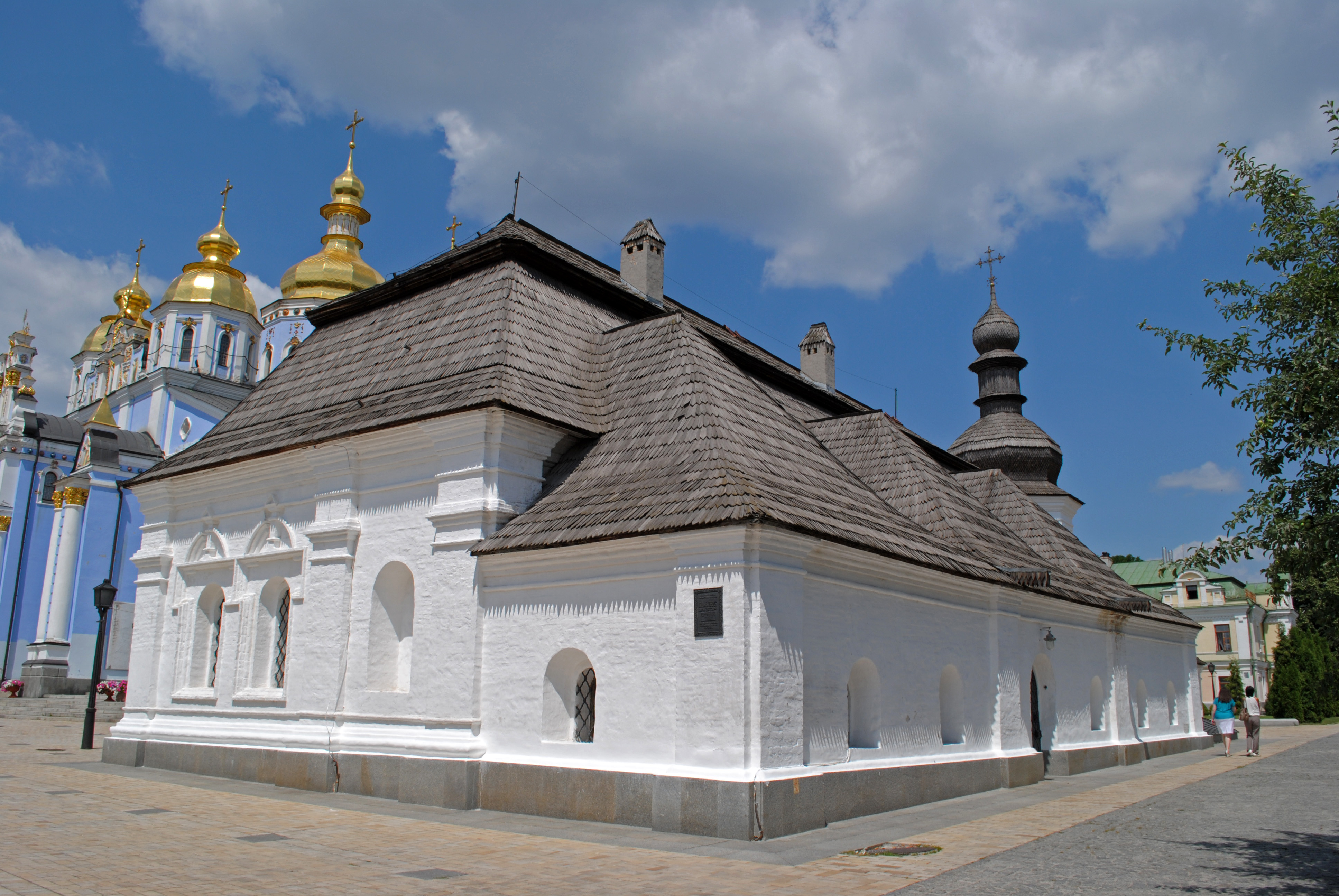